# Ectropis tripartaria
Ectropis tripartaria là một loài bướm đêm trong họ Geometridae.